# Vodní nádrž Jesenice
Vodní nádrž Jesenice je přehrada ležící cca sedm kilometrů jihovýchodně od Chebu na řece Odravě. Začala být budována v roce 1957, dokončena byla v roce 1961. Její délka je 12 kilometrů, v nejhlubším místě dosahuje voda hloubky 24,2 metrů. Po hrázi vede silnice I/21. Účelem nádrže je kompenzační nadlepšování průtoků v Ohři pro odběrná místa na dolní části toku a ochrana před povodněmi.
Okolo vodní nádrže Jesenice se rozkládá několik obcí a vesnic: Podhrad, Všeboř, Dřenice, Jesenice, Okrouhlá a Mechová. Ve většině z nich se nacházejí kempy, které slouží k rekreaci (koupání, windsurfing, sportovní rybolov). Na Jesenici je zakázán provoz plavidel se spalovacím motorem.
Přes Jesenici byl postaven železniční most na trati Cheb–Plzeň. Jižně od Velké Všeboře se nachází částečně zatopený betonový most, jehož vrchní část je stále nad hladinou. Tento most přes řeku Odravu kdysi spojoval dvě části obce Všeboř, jejíž převážná část byla přehradou zatopena. Dnes se na obou březích přehrady nachází osady Velká Všeboř a Malá Všeboř.
V okolí nádrže byl 23. května 1978 bratranci Barešovými unesen autobus s 39 studenty a řidičem, s autobusem se ozbrojení bratranci chtěli dostat do Západního Německa.

## Hydrologické údaje
Vodní nádrž shromažďuje vodu z povodí o rozloze 406,5 km², ve kterém je dlouhodobý roční průměr srážek 693 mm. Průměrný roční průtok Odravy je 3,53 m³/s.
| N             | 1  | 5  | 10 | 50  | 100 |
| ------------- | -- | -- | -- | --- | --- |
| Průtok (m³/s) | 23 | 53 | 69 | 115 | 138 |